# Barbara Pravi
Barbara Piévic, conhecida artisticamente como Barbara Pravi (Paris, 10 de abril de 1993) é uma cantora francesa de origem sérvia e iraniana.

## Biografia
Pravi nasceu em Paris a 10 de abril de 1993. A sua família é composta principalmente por artistas e músicos. O avô paterno de Barbara é sérvio, enquanto que o seu avô materno é o pintor iraniano Hossein Zenderoudi. O nome real de da cantora é Barbara Piévic (em sérvio cirílico: Барбара Пјевић) mas ela tomou o seu nome artístico da palavra sérvia «pravi» (em sérvio cirílico: прави) que significa «autêntico», em homenagem ao seu avô.

## Carreira artística

### 2014–2018: Inícios
Barbara começou a sua carreira musical em 2014, após conhecer o músico francês Jules Jaconelli, com quem iria compor as suas primeiras canções. No ano seguinte, a cantora assinou contrato com a Capitol Music de França. No início da sua carreira profissional, Barbara gravou a trilha sonora francesa do filme suíço Heidi, e posteriormente conquistaria o papel de Solange Duhamel no musical Un été 44 em novembro de 2016, onde teria de interpretar canções escritas por Jean-Jacques Goldman, Charles Aznavour e Maxime Le Forestier.
No ano de 2017, a cantora lançou o seu primeiro single chamado «Pas grandir». A música seria posteriormente incluida no seu EP homónimo que foi lançado no ano seguinte. Também em 2017, a artista protagonizou o telefilme La Sainte famille que seria exibido pela France 2 em dezembro de 2019. Em 2018, a cantora decidiu alterar o seu estilo musical para adotar o género da chanson francesa.
Para além de escrever e compor as suas próprias canções, Barbara também escreveu músicas para outros artistas, incluindo: Julie Zenatti, Chimène Badi, Jaden Smith, Louane e Florent Pagny.

### 2019–atualidade: Eurovisão
Em 2019, Barbara compôs a música Bim bam toi para a cantora adolescente Carla Lazzari que representou a França no Festival Eurovisão Júnior de 2019, ficando em 5.º lugar. No ano seguinte, Pravi, juntamente com o cantor francês Igit, escreveu a música J'imagine, que acabou por vencer a Eurovisão Júnior de 2020.
Em janeiro de 2021, Barbara ganhou o festival "Eurovision France, c'est vous qui décidez!" com a música Voilà!, vencendo por 204 pontos. Desta maneira, a cantora conquistou a chance de representar a França no Festival Eurovisão da Canção 2021, ficando em segundo lugar com 499 pontos.

## Discografia

### Extended plays
| Título               | Detalhes |
| -------------------- | --- |
| Barbara Pravi        | - Lançamento: 15 de junho de 2018 - Gravadora: Capitol Music de França - Formato: Digital download, CD, streaming    |
| Reviens pour l'hiver | - Lançamento: 7 de fevereiro de 2020 - Gravadora: Capitol Music de França - Formato: Digital download, CD, streaming |
| Les prières          | - Lançamento: 8 de março de 2021 - Gravadora: Capitol Music de França - Formato: Digital download, LP, streaming     |

### Singles
| Título                                             | Ano  | Melhor posição | Álbum                |
| Título                                             | Ano  | FRA            | Álbum                |
| -------------------------------------------------- | ---- | -------------- | -------------------- |
| "On m'appelle Heidi"                               | 2016 | —              | Heidi                |
| "Pas grandir"                                      | 2017 | —              | Barbara Pravi        |
| "You are the Reason" (Calum Scott e Barbara Pravi) | 2018 | —              | Barbara Pravi        |
| "Le Malamour"                                      | 2019 | —              | Músicas sem álbum    |
| "Reviens pour l'hiver"                             | 2020 | —              | Reviens pour l'hiver |
| "Chair"                                            | 2020 | —              | Músicas sem álbum    |
| "Voilà"                                            | 2020 | —              | Músicas sem álbum    |

## Vida pessoal
Barbara Pravi é ativista contra a violência de género, sendo ela própria sobrevivente de violência doméstica.